# Turana aminya
Turana aminya är en insektsart som beskrevs av Otte, D. och R.D. Alexander 1983. Turana aminya ingår i släktet Turana och familjen syrsor. Inga underarter finns listade i Catalogue of Life.